# Diabolic Symphony
Diabolic Symphony – album zespołu Steel Attack z 2006.

## Lista utworów
1. "Diabolic Symphony" 4:18
2. "Dead Forever" 4:58
3. "Shallow Seas Of Hatred" 3:55
4. "Dreaming" 4:47
5. "Embraced By Fear" 4:34
6. "Invisible God" 4:43
7. "Sanctimonious" 4:01
8. "Haunting" 3:58
9. "Show Me The Way" 3:57
10. "Winter Hell" 3:55
11. "I Bow My Head In Shame" 5:10
12. "The Other Side" 3:46